# Бикъян
Бикъян (баш. Бикйән) — деревня в Зилаирском районе Республики Башкортостан Российской Федерации. Входит в состав Верхнегалеевского сельсовета.

## География

### Географическое положение
Расстояние до:
- районного центра (Зилаир): 82 км,
- центра сельсовета (Верхнегалеево): 7 км,
- ближайшей железнодорожной станции (Сибай): 100 км.

## Население
| 2002 | 2009 | 2010 |
| ---- | ---- | ---- |
| 52   | ↘45  | ↘29  |